# Renommage des applications de Mozilla par Debian
De 2006 à 2016, l'organisation informatique Debian a renommé les applications de Mozilla dans son système d'exploitation. Ce renommage fait suite à un conflit ayant eu lieu en 2006 entre le projet Debian et la Mozilla Corporation. Plus précisément, il s'agit de la solution trouvée à une incompatibilité entre les principes du logiciel libre selon Debian et la politique de marque de Mozilla.
Chaque renommage consistait en :
- la reprise du code source de l'application d'origine ;
- la modification du nom et du logo (non libres selon Debian) ;
- l'application de patchs spécifiques à Debian ;
- des mises à jour et une évolution suivant de près celles de l'application d'origine.

## Historique

### Contexte
Les applications Mozilla telles que le populaire navigateur web Firefox sont des logiciels libres. En tant que tels ils sont souvent redistribués par les distributions GNU/Linux.
En revanche, certaines parties de ces logiciels (telles que leur logo) ne sont pas libres. De plus, les noms de ces logiciels sont des marques déposées. Les personnes souhaitant associer un de ces noms à autre chose qu'une distribution binaire officielle du programme concerné doivent obtenir de Mozilla une autorisation spécifique. C'est le cas de nombreuses distributions GNU/Linux, qui apportent aux logiciels qu'elles redistribuent des modifications mineures pour une meilleure intégration.
La distribution GNU/Linux Debian a des conditions à l'inclusion des logiciels plus strictes que la plupart des autres distributions. Elle a pour principe de ne distribuer que des logiciels entièrement libres, ce qui implique non seulement qu'ils soient open source, mais aussi que les composants ne faisant pas partie du programme au sens strict (par exemple, le logo) soient sous licence libre. De plus, Les Principes du logiciel libre selon Debian stipulent que les droits donnés par une licence ne peuvent être spécifiques à Debian, ce qui exclut une autorisation expresse de Mozilla pour les modifications effectuées.
Les développeurs de Debian ont donc souhaité distribuer les applications Mozilla en supprimant les quelques composants non-libres et en changeant leur logo. Mozilla a alors interdit à Debian d'utiliser le nom officiel des applications, d'où leur renommage.

### Retour aux noms Mozilla
Au début de l'année 2016, le renommage des applications Mozilla par Debian est remis en question. D'une part, Mozilla concède que les modifications faites par Debian sur Firefox « n'impactent pas la qualité du produit ». D'autre part Debian constate que le logo de Firefox est publié sous une licence compatible avec les principes du logiciel libre tels que définis par la distribution. Enfin, les deux parties s'accordent pour dire que l'utilisation de la marque « Firefox » par Debian n'est plus un problème.
Ainsi, la mise à jour 8.4 de Debian, publiée le 2 avril 2016, prépare le changement de nom d'Iceweasel à Firefox et d'Icedove à Thunderbird. Cependant, le nom Icedove continue d'être utilisé par d'autres OS, tels que Trisquel.

## Produits renommés

### Iceweasel

Logo d’Iceweasel.

Iceweasel est la version renommée par Debian du navigateur web Mozilla Firefox. Firefox est la plus répandue des applications Mozilla, et fut la première à être renommée. Iceweasel fit son apparition comme remplaçant de Firefox dans Etch (Debian v4.0). Cette appellation fut utilisée de 2006 à 2016,.

#### Origine du nom
Le nom « Iceweasel » a été choisi comme une sorte de parodie de « Firefox ». En effet Firefox (nom anglais du Petit panda) signifie littéralement « renard de feu », et Iceweasel « belette de glace ».
Le même nom (à la casse près) IceWeasel a été choisi pour le navigateur Web du projet GNUzilla, créé dans un but comparable. Le 23 septembre 2007, Karl Berry, développeur de GNU IceWeasel, a annoncé que ce projet était renommé en GNU IceCat (littéralement « Chat de glace »), pour éviter toute confusion avec la version de Debian, qui fut la première à utiliser le nom Iceweasel.

#### Composants non-libres supprimés
Précédemment Firefox incluait l'outil de rapport de bogues propriétaire Talkback. Ce composant n'était pas repris dans Iceweasel.
À partir de la version 3.0 Firefox a remplacé Talkback par Breakpad, un équivalent libre, de sorte que le code source de Firefox est dorénavant entièrement libre et que la question de la suppression de bouts de code propriétaire ne se pose plus.

### Icedove

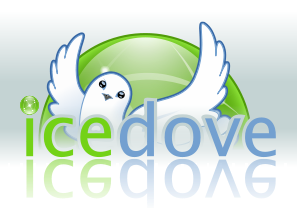
Logo d’IceDove.

Icedove (littéralement « Colombe des glaces ») est la version renommée par Debian du client de messagerie Mozilla Thunderbird (littéralement « Oiseau du tonnerre »).

### Iceape

Logo d’IceApe.

Iceape (littéralement « Singe des glaces ») est la version renommée par Debian de la suite Internet SeaMonkey (littéralement « Singe de mer ») (anciennement Suite Mozilla).

### Iceowl
Iceowl (littéralement « Hibou des glaces ») est la version renommée par Debian du calendrier distribué Mozilla Sunbird (littéralement « Oiseau du Soleil »).